# James Ross Strait
James Ross Strait ist eine Meerenge im Arktischen Ozean.
Sie liegt zwischen der King William Island und der Boothia Peninsula im kanadischen Territorium Nunavut.
Die Meeresstraße hat eine Länge von 180 km und eine Breite zwischen 48 und 64 km.
Sie verbindet den Larsen Sound im Norden mit dem St. Roch Basin im Süden.
In der James Ross Strait liegen mehrere Inseln, darunter die Clarence Islands, Tennent Island und Matty Island.
Mehrere Polarforscher, darunter auch Roald Amundsen, durchsegelten die James Ross Strait auf deren Suche nach der Nordwest-Passage.
Die Meeresstraße wurde nach dem Entdecker und Seefahrer James Clark Ross benannt.